# Ліньцан
Ліньцан (кит. спр. 玉溪市, піньїнь: Líncāng Shì) — місто-округ в південнокитайській провінції Юньнань.

## Географія
Ліньцан розташовується на заході Юньнань-Гуйчжоуського плато — висота понад 1000 метрів над рівнем моря нівелює спекотний клімат низьких широт.

### Клімат
Місто знаходиться у зоні, котра характеризується океанічним кліматом субтропічних нагір'їв. Найтепліший місяць — червень із середньою температурою 22.2 °C (72 °F). Найхолодніший місяць — січень, із середньою температурою 11.7 °С (53 °F).
| Клімат Ліньцана         | Клімат Ліньцана | Клімат Ліньцана | Клімат Ліньцана | Клімат Ліньцана | Клімат Ліньцана | Клімат Ліньцана | Клімат Ліньцана | Клімат Ліньцана | Клімат Ліньцана | Клімат Ліньцана | Клімат Ліньцана | Клімат Ліньцана | Клімат Ліньцана |
| Показник                | Січ.            | Лют.            | Бер.            | Квіт.           | Трав.           | Черв.           | Лип.            | Серп.           | Вер.            | Жовт.           | Лист.           | Груд.           | Рік             |
| Абсолютний максимум, °C | 25              | 25              | 28              | 32              | 32              | 35              | 31              | 30              | 33              | 28              | 26              | 23              | 35              |
| Середній максимум, °C   | 20              | 21              | 25              | 27              | 27              | 26              | 25              | 26              | 26              | 23              | 21              | 20              | 24              |
| Середня температура, °C | 11              | 13              | 16              | 19              | 21              | 22              | 21              | 21              | 21              | 18              | 14              | 12              | 18              |
| Середній мінімум, °C    | 3               | 6               | 8               | 12              | 15              | 18              | 18              | 17              | 16              | 14              | 8               | 5               | 12              |
| Абсолютний мінімум, °C  | −2              | 1               | 3               | 7               | 11              | 12              | 16              | 12              | 11              | 7               | 2               | 0               | −2              |
| Вологість повітря, %    | 67              | 62              | 55              | 56              | 69              | 81              | 85              | 84              | 80              | 82              | 74              | 72              | 72              |
| ----------------------- | --------------- | --------------- | --------------- | --------------- | --------------- | --------------- | --------------- | --------------- | --------------- | --------------- | --------------- | --------------- | --------------- |
| Джерело: Weatherbase    |                 |                 |                 |                 |                 |                 |                 |                 |                 |                 |                 |                 |                 |

## Адміністративний поділ
Префектура поділяється на 1 міський район та 7 повітів (три з них є автономними):
| Карта                                                                                   | Карта                      | Карта                          | Карта            |
| --------------------------------------------------------------------------------------- | -------------------------- | ------------------------------ | ---------------- |
| Чженькан Юнде Фенцін Генма-Дай-Ва Юнь Цан'юань-Ва Шуанцзян-Лаху- · Ва-Булан-Дай Ліньсян |                            |                                |                  |
| Статус                                                                                  | Назва                      | Оригінал                       | Населення (2020) |
| Район                                                                                   | Ліньсян                    | 临翔区                         | 370 947          |
| Повіт                                                                                   | Фенцін                     | 凤庆县                         | 385 420          |
| Повіт                                                                                   | Чженькан                   | 镇康县                         | 172 879          |
| Повіт                                                                                   | Юнде                       | 永德县                         | 328 864          |
| Повіт                                                                                   | Юнь                        | 云县                           | 389 180          |
| Автономний повіт                                                                        | Генма-Дай-Ва               | 耿马傣族佤族自治县             | 285 683          |
| Автономний повіт                                                                        | Цан'юань-Ва                | 沧源佤族自治县                 | 160 262          |
| Автономний повіт                                                                        | Шуанцзян-Лаху-Ва-Булан-Дай | 双江拉祜族佤族布朗族傣族自治县 | 164 756          |

## Економіка
2021-го року було відкрито залізницю Ченду — Ліньцан, частину транспортного коридору Ченду — Мандалай — порт Янгон, що має суттєво скоротити час у дорозі для вантажів на шляху до Сичуані.